# Jovana Stoiljković
Jovana Stoiljković (født 30. September 1988 i Beograd, SFR Jugoslavien) er en serbisk håndboldspiller som spiller for Chambray Touraine Handball og Serbiens kvindehåndboldlandshold.